# Gadstrup Sogn
Gadstrup Sogn er et sogn i Roskilde Domprovsti (Roskilde Stift).
I 1800-tallet var Syv Sogn anneks til Gadstrup Sogn. Begge sogne hørte til Ramsø Herred i Roskilde Amt. Gadstrup-Syv sognekommune blev ved kommunalreformen i 1970 indlemmet i Ramsø Kommune, der ved strukturreformen i 2007 indgik i Roskilde Kommune.
I Gadstrup Sogn ligger Gadstrup Kirke.
I sognet findes følgende autoriserede stednavne:
- Brordrup (bebyggelse, ejerlav)
- Gadstrup (bebyggelse, ejerlav)
- Ramsø Gårde (bebyggelse)
- Ramsølille (bebyggelse, ejerlav)
- Ramsømagle (bebyggelse, ejerlav)